# Kartik BLT
El Kartik és un vehicle blindat per a posar ponts dissenyat i desenvolupat per CVRDE i l'Establiment de Desenvolupament i Disseny, Pune. Es un tanc de posicionament de ponts de segona generació indi, introduït per primera vegada per primera vegada en 1989.

## Cos
Disposa del cos allargat del tanc del Vijayanta, amb set posicions per a rodes, les mateixes que el M-46 Catapult integrat a un sistema de posicionament de ponts hidràulic.

## Pont
El Kartik AVLB utilitzava un sistema de pont de tisores txeca MT-55. El pont és compactat en un sistema de tisores per a utilitzar i desplegar el pont des del front del vehicle.
Els 20 metres de llarg del 'KARTIK' 60 de Classe de Càrrega Militar (MLC, de l'anglès per Military Load Class), endemés té 4 metres d'amplada, el que el fa un dels tancs de ponts més grans del món. El pont pot arribar a acomodar dues files de tràfic de Jeeps i una filera de tràfic de 3 tones, fins a poder arribar a suportar tancs T-72 i BMP.
És compacte per al transport I es pot transportar en 10,5 metres de llarg, 3,5 metres d'ample i 3,96 metres d'alçada. Per a mantenir lleuger el RDE-40, una mescla d'alumini junt amb una geometria innovadora han sigut utilitzades. L'ús d'un sistema hidràulic d'alta pressió i activadors en lloc d'una sistemes electroquímics per a reduir el pes i augmentar aquesta avantatge de pes reduït. Aquests sistemes d'alta pressió donen suficient potència per a aixecar el pont per a superar pujades i baixades de manera còmoda i col·locar el ponts en posicions precàries.
El vehicle és bàsicament alimentat per un motor de producció nacional índia de 6 cilindres, pistons oposats, línia vertical, refrigerat per aigua i amb dos tubs d'escapament amb una direcció única. Disposa d'una transmissió semiautomàtica, amb 6 velocitats cap endavant i dues endarrere. La suspensió és subministrada per una barra de torsió de tipus braç, amb rodes de tipus tot terreny. El vehicle disposa d'un segon sistema de barra de torsió i un doble sistema telescòpic per a rebre els cops en les dues posicions davanteres i darreres. Una baixa pressió del terra, adequada per a una bona relació de potència i pes, augmenten les característiques de la suspensió i el resultat és una bona mobilitat i conducció del vehicle.

## Armament
Una metralladora antiaèria pot ser instal·lada per a donar protecció contra infanteria o vehicles aeris de baixa alçada. La seva tripulació compta amb armes per a la seva defensa personal.

## Desenvolupament
El vehicle d'assalt per a la construcció de ponts disposa d'un mecanisme de pont plegable, i està en servei en l'Exèrcit Indi. En 2003, Índia havia construït 34 Kartik AVLB.

## CEASE
El Canal Embankment ASsault Equipment (CEASE), en català: Equipament d'ASsalt i Embarcament de Canals, és un tipus de vehicle de construcció de ponts especial desenvolupat pel Establiment de Desenvolupament i Investigació (Enginyers} (R&DE(Enginy)), Pune. Aquest vehicle pot construir ponts de fins a 4,5 metres d'alt, com ja va demostrar en la frontera oriental de l'Índia. En 1998 es va dur a terme una avaluació tècnica del sistema de manera positiva. Sis vehicles amb oruges CEASA han sigut desenvolupats a partir de variants del Vijayanta.